# 沈正宗 (明朝)
沈正宗（1583年—17世紀），字因仲，號桐湖，直隸蘇州府吳江縣人，民籍，明朝、南明政治人物。

## 生平
沈正宗是嘉靖十七年進士沈𡹘的曾孫，萬曆三十一年（1603年）癸卯科應天鄉試第二十八名舉人，三十五年（1607年）中式丁未科會試第五十六名，二甲第三十七名進士。禮部觀政，授工部虞衡司主事，四十年（1612年）升工部員外郎、郎中。顧憲成重建東林書院，被御史徐兆魁彈劾，光祿寺丞吳炯為其辨解，未得理會，他上疏要求立刻讓顧憲成、徐兆魁陛見明神宗剖釋猜疑，遭擅權者痛恨，四十五年（1617年）京察時謫浙江布政使司理問，同年升兵部主事，天啟五年（1625年）因忤魏忠賢被削籍為民。
崇禎二年（1629年）起為南京禮部主事，三年（1630年）升郎中，四年（1631年）出為山東按察司僉事，升河南布政使司參議、兵備大梁，以六千人擊敗馬進忠等人。數度上陳方略，力主宜剿不宜撫，後來致仕，隆武年間起復原官，後事不詳。

## 家族
曾祖沈𡹘，湖廣按察司副使；祖父沈問；父沈令謨。母吳氏。具慶下。

## 引用
1. ↑  《太學進士題名碑錄》：明萬曆三十五年進士題名碑錄 丁未科……沈正宗，直隸蘇州府吳江縣，民籍。
2. ↑  《万历三十五年丁未科进士履历便览》：沈正宗，桐湖，礼记房，癸未三月十四日生，吴江人，癸卯乡试二十八名，会试五十六名，二甲三十七名，礼部政，己酉正月授工部虞衡司主事，管大工，壬子升员外，管東城，升郎中，管理中河，养病。丁巳京察，甲子降浙江理问，本年升兵部主事，乙丑为民。己巳起南礼部主事，庚午升郎中，辛未升山东佥事。曾祖𡹘，戊戌进士，湖广付使；祖问；父令谟。
3. 1 2  錢海岳《南明史·卷四十四·列傳第二十》：（隆武時）同（趙）士春起者沈正宗，字因仲，吳江人。萬曆三十五年進士。授工部主事，遷員外郎。顧憲成倡東林書院，御史徐兆魁力攻之，光祿丞吳炯疏辨，不報。正宗上言：「兆魁巧誣憲成，已經炯據實疏明。臣所嗟憤不平者，惟是國釀空虛之禍，人進禁錮之謀。天下方痛眾君子之易退，兆魁則惟恐君子之易進。漠、唐、宋末季之禍，奈何復蹈其轍乎！願上察治亂之機，審賢奸之路，立召憲成赴闕，速諭兆魁等剖疑釋猜。」執政疾之。以京察降浙江布政司理問。
4. ↑  乾隆《震澤縣志·卷十六·人物四 名臣二》：沈正宗，字因仲，𡹘曾孫。
5. ↑  光緒《蘇州府志·卷六十一·選舉三》：萬曆三十一年癸卯科（舉人）……吳江……沈正宗 見進士
6. ↑  錢海岳《南明史·卷四十四·列傳第二十》：自兵部主事累擢禮部郎中，以忤璫削籍。崇禎初，起山東僉事，陞大梁參議。以六千人敗馬進忠等。數上方略，力主宜剿不宜撫。致仕。